# Bronnenmühle (Großhabersdorf)
Bronnenmühle (fränkisch: Brunna-miel) ist ein Gemeindeteil der Gemeinde Großhabersdorf im Landkreis Fürth (Mittelfranken, Bayern). Bronnenmühle liegt in der Gemarkung Fernabrünst.

## Geographie
Die Einöde liegt am rechten Ufer der Bibert. Im Süden grenzt der Lohwald an. Ein Anliegerweg führt zu einer Gemeindeverbindungsstraße (0,4 km nordöstlich), die nach Vincenzenbronn zur Staatsstraße 2245 (0,2 km nordwestlich) bzw. nach Fernabrünst zur Kreisstraße FÜ 20 verläuft (1,7 km südlich).

## Geschichte
Der Ort wurde 1732 in den Vetterschen Beschreibungen des Oberamts Cadolzburg als „Bronner Mühl“ erstmals schriftlich erwähnt. Der Ortsname bedeutet Mühle an einer Quelle.
Gegen Ende des 18. Jahrhunderts gehörte Bronnenmühle zur Realgemeinde Vincenzenbronn. Die Mühle hatte das brandenburg-ansbachische Kastenamt Cadolzburg als Grundherrn. Unter der preußischen Verwaltung (1792–1806) des Fürstentums Ansbach erhielt die Bronnenmühle die Hausnummer 17 des Ortes Vincenzenbronn.
Von 1797 bis 1808 unterstand der Ort dem Justiz- und Kammeramt Cadolzburg. Im Rahmen des Gemeindeedikts wurde Bronnenmühle dem 1808 gebildeten Steuerdistrikt Fernabrünst und der im selben Jahr gegründeten Ruralgemeinde Fernabrünst zugeordnet. Am 1. Januar 1972 wurde diese im Zuge der Gebietsreform in Bayern in die Gemeinde Großhabersdorf eingegliedert.

### Baudenkmal
- Haus Nr. 2: Wohn- und Mühlengebäude[10]

### Einwohnerentwicklung
| Jahr      | 001818 | 001840 | 001861 | 001871 | 001885 | 001900 | 001925 | 001950 | 001961 | 001970 | 001987 |
| Einwohner | 15     | 5      | *      | 13     | 8      | 9      | 7      | 6      | 5      | 2      | 4      |
| Häuser    | 3      | 1      |        |        | 1      | 1      | 1      | 2      | 1      |        | 1      |
| Quelle    | [ 12 ] | [ 13 ] | [ 14 ] | [ 15 ] | [ 16 ] | [ 17 ] | [ 18 ] | [ 19 ] | [ 20 ] | [ 21 ] | [ 1 ]  |

## Religion
Die Einwohner evangelisch-lutherischer Konfession sind nach St. Walburg (Großhabersdorf) gepfarrt, die Einwohner römisch-katholischer Konfession sind nach St. Walburga (Großhabersdorf) gepfarrt.